# Алуминијум-јонска батерија
Алуминијум-јонске батерије су класа пуњивих батерија у којима јони алуминијума отпуштају енергију прелажењем са негативне електроде (аноде) на позитивну електроду (катоду). Када се батерије пуне одвија се супротан процес.

## Дизајн
Као и све друге батерије алуминијум-јонске батерије су састављене од две електроде – аноде и катоде, између којих се налази електролит – јонско проводни материјал који омогућава ток јона.
Количина енергије коју батерија може да произведе зависи од више чинилаца као што су: напон, капацитет и хемијски састав. Количина произведене енергије се може повећати тако што се:
- повећа напон између електрода[1]
- смањи маса реактаната[1]
- спрече промене електролита које настају у хемијским реакцијама[1]

## Истраживања
Многи истраживачки тимови експериментишу са алуминијумом и другим материјалима како би створили батерију која је ефикасна, безбедна и дуго траје.

### Универзитет у Мериленду
2016. истраживачки тим са Универзитета у Мериленду је известио о алуминијум-сумпорној батерији која је за катоду користила композит сумпора и угљеника. У теорији батерија може да произведе 1340 Wh/Kg енергије, а прототип је успео да производи 800 Wh/Kg преко 20 циклуса.

### Национална лабораторија у Оук Риџу
Око 2010. y Националној Лабораторији у Оук Риџу (у даљем тексту ORNL) су направили и патентирали батерију која је могла да произведе 1060 Wh/Kg енергије, док литијум-јонске производе 406 Wh/Kg. У ORNL-у су користили јонски електролит уместо течног који за време рада производи водоник који доводи до рђања алуминијумске аноде. Какогод, јонски електролит доводи до смањења произведене енергије. Смањивањем сепаратора може се повећати количина произведене енергије али то доводи до додатног загревања.

### Корнелски Универзитет
Године 2011. истраживачки тим са Корнелског Универзитета је користио исти електролит као ORNL али је катода била направљена од наномрежице ванадијум оксида . Ванадијум оксид има отворену кристалну решетку, самим тим и већу површину при мањој запремини, што оставља више места за алуминијумску структуру и доводи до смањења раздаљине између електрода што доводи до највиших могућих количина отпуштене енергије. Ова батерија има висок радни напон али ниску кулонску ефикасност.

### Станфордски Универзитет
Априла 2015. године истраживачи Станфордског универзитета су тврдили да су направили алзминијум-јонску батерију са временом пунњења од само једног минута (нису навели капацитет батерије). Такође су тврдили да је батерија незапаљива, што се видело на видео запису истраживача како буше рупу у батерији док она производи струју. По њиховим речима батерија је веома јефтина за производњу. Напон ове батерије је 2 Волта па се редним повезивањем две батерије добија 4 Волта, а на том напону ради највећи број уређаја који користе литијум-јонске батерије, тако да су ове батерије адекватна замена. Прототип ове батерије је успео да издржи 7500 циклуса без икаквог губитка капацитета, док литијум-јонске могу да издрже обично 500-1000 циклуса без пада капацитета.

### Пројекат ALION
Јуна 2015. године истраживање Европски Хоризонт 2020. које се тиче алуминијум-јонских батерија је започето у истраживачком центру LEITAT.. Циљ пројекта је, уз помоћ многих Европских индустрија и истраживачких института, производња прототипа батерије. Пројекат носи име “High Specific Energy Aluminium-Ion Rechargeable Batteries for Decentralized Electricity Generation Sources” или кратко ALION. Резултат пројекта треба да буде технологија много јефтинија, са бољом преформансом, безбедношћу и поузданошћу, а крајњи циљ је добијање алуминијум-јонске батерије која је еколошки безбедна, са напоном од 48 Волти, животним веком од 3000 циклуса и специфичном енергијом од 400 Wh/Kg.

## Хемијске реакције
Половина реакције на аноди:
Половина реакције на катоди:
Спајањем две половине реакције добија се следећа реакција:

## Поређење са литијум-јонским батеријама
Алуминијум-јонске батерије су по начину рада веома сличне литијум-јонским батеријама, али заснивају се на алуминијумској аноди, а не на литијумској. Теоретски напон алуминијум јонских батерија је нижи од напона литијум-јонских батерија (2.65 Волти код алуминијум-јонских према 4 Волта код литијум-јонских), док је теоретска специфична енергија виша него код литијум-јонских батерија (1060 Wh/Kg код алуминијум-јонских према 406 Wh/Kg код литијум-јонских. Ова велика разлика потиче од чињенице да алиминијумов јон има 3 валентна електрона док литијум има само један валентни електрон. Алуминијума такође има више у природи и доступнији је, што смањује цену батерије.

## Изазови
Алуминијум-јонске батерије имају релативно кратак животни век. На његово скраћивање јако утичу топлота, максималан напон до кога се пуне, а циклуси пуњења и пражњења веома смањују капацитет. Када се батерија потпуно испазни, она се више не може напунити.